# La risposta è nelle stelle
La risposta è nelle stelle (The Longest Ride) è un romanzo dello scrittore statunitense Nicholas Sparks, pubblicato in Italia nel 2013 dall'editore Frassinelli.
L'adattamento cinematografico del libro, diretto da George Tillman Jr. e con protagonisti Scott Eastwood e Britt Robertson nei ruoli di Luke e Sophia, è uscito nell'aprile 2015 negli Stati Uniti e nel giugno dello stesso anno in Italia.

## Trama
Il romanzo ha come protagonisti Ira, Sophia e Luke. Ira Levinson è un anziano di religione ebraica, vedovo di sua moglie Ruth da circa nove anni. Con grande dispiacere di Ruth, i due non poterono avere figli a causa di un incidente di guerra capitato ad Ira, ma continuarono ad amarsi ugualmente per tanti lunghi anni concentrandosi sulla passione di lei per le opere d'arte. Un giorno però Ruth morì, lasciando Ira da solo. Così, in una giornata d'inverno, il vecchio Ira si dirige con la macchina nel luogo dove lui e Ruth passarono la loro luna di miele ma la strada è ghiacciata e il tempo pessimo, così Ira non vedendo una curva, cade in un burrone. Con le ossa fratturate e al freddo, ad Ira appare l'immagine di Ruth che lo tiene in vita, dandogli la forza per continuare a vivere.
Sophia Danko è una studentessa universitaria di storia dell'arte. Si è appena lasciata con il fidanzato Brian, che l'ha tradita per ben tre volte, e non si decide a voltare pagina finché non incontra Luke, un bull rider: Tra i due sboccia subito l'amore. Luke abita in un ranch che manda avanti grazie ai soldi vinti con le competizioni del rodeo. Dopo una caduta da un toro la struttura ossea del suo cranio si è indebolita, e potrebbe quindi morire ogni volta che partecipa a una gara, rischiando di sbattere la testa o di riportare ferite che potrebbero essergli fatali. Quando rivela a Sophia la verità, lei lo mette di fronte ad un ultimatum: o smette di montare i tori, salvaguardando la sua vita, oppure lo lascerà. In un primo momento Luke sembra irremovibile, ma dopo lunghe riflessioni decide di abbandonare il rodeo, mettendo però in pericolo il suo futuro, in quanto il ranch era stato ipotecato dalla madre per coprire le spese sanitarie per la sua riabilitazione dopo l'incidente con il toro. Ma un inaspettato assegno permette a Luke di risanare i debiti e riprendersi il ranch. Ira e Ruth, Sophia e Luke, non potrebbero essere due coppie più diverse, eppure il futuro le farà incontrare, nel più inaspettato dei modi.

## Edizioni
- Nicholas Sparks, La risposta è nelle stelle, Frassinelli, 2013,  p. 424, ISBN 9788820053932.